# Ялшовік (потік)
Ялшовік (словац. Jalšovík) — річка в Словаччині; ліва притока Крупиниці довжиною 15 км. Протікає в окрузі Крупіна.
Витікає в масиві Крупінська-Планина на висоті 565 метрів. Впадає Чековський потік. Протікає територією сіл Горне Младониці; Долне Младониці і Ялшовік.
Впадає в Крупиницю на висоті 202 метри.